# South Dissington
South Dissington var en civil parish 1866–1955 när det uppgick i Ponteland, i grevskapet Northumberland i England. Civil parish var belägen 18 km från Morpeth och hade 209 invånare år 1951.